# Mike Gibson
Pour les articles homonymes, voir Gibson.
Pas d'image ? Cliquez ici

a Compétitions nationales et continentales officielles uniquement.

b Matchs officiels uniquement.
Cameron Michael Henderson Gibson, plus connu comme Mike Gibson, né le 3 décembre 1942 à Belfast (Ulster), est un joueur irlandais de rugby à XV.

## Biographie
Il débute avec l'Équipe d'Irlande de rugby à XV en 1964, et il gagne sa soixante-neuvième et dernière sélection nationale contre l'Australie en 1979 à l'âge de trente-six ans. Joueur polyvalent, il représente son pays à quatre postes différents,  et joue plutôt trois-quarts centre. 
Il détient pendant vingt-six années le record du nombre de sélections nationales dans l'équipe d'Irlande, avant d'être devancé par Malcolm O'Kelly depuis le 12 février 2005, lors du Tournoi des Six Nations.
Gibson a une carrière internationale remarquable, qui court sur une période étonnante de quinze ans et qui l'a conduit à porter les couleurs de l'Irlande à 69 reprises. Ce record a été battu et il paraît faible car aujourd'hui, des joueurs comme George Gregan, Fabien Pelous ou Philippe Sella dépassent la centaine.
Mais à l'époque, on ne joue pas de Coupe du monde de rugby et on ne dispute pas dix matches internationaux par an. Ainsi Mike Gibson possède-t-il un autre record, celui de matches disputés lors du Tournoi des Cinq Nations. Il devance Philippe Sella (50 matches) avec un total de 56 matches. Il est dépossédé de ce record en mars 2011 par son compatriote Ronan O'Gara lors du match face à l'Angleterre, ce dernier portant ce record à 63 avant d'être dépossédé par un autre Irlandais, Brian O'Driscoll.
Le diplômé de droit de Cambridge est réputé pour ses grandes mains, sa facilité à prendre la ligne d'avantage, ainsi que pour ses capacités tactiques et son bon coup de pied. Il a inscrit 112 points (9 essais, 16 pénalités, 7 transformations et 6 drops) pour l'Irlande dans une carrière qui l'a également vu disputer cinq tournées avec les  Lions britanniques et irlandais.
Mike Gibson réalise certainement sa meilleure performance en 1971 en Nouvelle-Zélande où il joue un rôle clé lors de la seule série victorieuse des Lions dans ce pays.
Il évolue avec les clubs des Wanderers FC et du Cambridge University RUFC.
Mike Gibson a un homonyme, Michael Edward Gibson évoluant au poste de troisième ligne, et ils jouent ensemble sous le maillot irlandais en 1979.

## Palmarès

### Avec l'Irlande
- 69 sélections en équipe nationale
- 112 points marqués se décomposant en : 9 essais, 16 pénalités, 7 transformations et 6 drops.
- Sélections par années : 4 en 1964, 5 en 1965, 4 en 1966, 6 en 1967, 4 en 1968, 3 en 1969, 5 en 1970, 4 en 1971, 3 en 1972, 5 en 1973, 5 en 1974, 4 en 1975, 6 en 1976, 4 en 1977, 4 en 1978, 3 en 1979.
- Quinze Tournois des Cinq Nations disputés : 1965, 1966, 1967, 1968, 1969, 1970, 1971, 1972, 1973, 1974, 1975, 1976, 1977, 1978, 1979.

### Avec lesLions britanniques
- 12 sélections avec les Lions britanniques
- Sélections par année : 4 en 1966 (Nouvelle-Zélande ), 4 en 1968 (Afrique du Sud ), 4 en 1971 (Nouvelle-Zélande ).